# 169. Division
Die 169. Division sind folgende militärische Einheiten auf Ebene der Division:

## Infanterie-Divisionen
- 169. Infanterie-Division (Wehrmacht)
- 169. Division (Republik China), eroberte im Juni 1945 Liuzhou zurück